# Raffaella Carrà (album 1981)
Raffaella Carrà è il dodicesimo album della cantante italiana Raffaella Carrà, pubblicato nel 1981 dall'etichetta discografica Hispavox, espressamente realizzato per il mercato non italiano.

## Il disco
Non è mai stato pubblicato in Italia, ma è stato inserito nella discografia italiana dell'artista perché molti dei brani inclusi furono incisi anche in italiano.
In Grecia è stata distribuita una versione con quasi tutte le tracce in italiano, ma con il lato B privo dell'ultima canzone, analogamente in Portogallo, dove anche il titolo dell'album è stato tradotto: Mamma dammi 100 lire.
Il disco, rispetto ai 33 giri precedenti, segna una svolta per l'abbandono dei suoni eurodisco a favore di un sound più rock e new wave, come in Caliente caliente e Amore amore, senza perdere di vista lo stile latino tipico della cantante, per esempio nel medley Super rumbas, proposto in diverse trasmissioni televisive.
Il disco conquistò due dischi di platino in Spagna, due dischi di platino in Argentina, un disco di platino un Perù, un disco di platino in Portogallo e un disco d'oro in Messico.
È il primo dei tre album della cantante con l'etichetta Hispavox.
In Argentina l'album è uscito con una traccia in più YO SOY TANA non inserita in nessun'altra versione. 
Il 13 giugno 2025 per la prima volta in assoluto, sono state rese disponibili in digitale sia la versione spagnola che quella italiana. Quest'ultima è rimasta inedita fino ad oggi.

## Altre versioni internazionali
Distribuito nel 1981 in Messico, Perù, Argentina, Venezuela, Uruguay, Cile ed Ecuador, con il primo brano intitolato Mamá Dame 100 Pesitos.
In Spagna, Guatemala e Bolivia il titolo è diventato Mamá Dame 100 Pesetas.
La versione per la Colombia dell'album ha una diversa distribuzione delle tracce.

## Singoli
Dall'album sono stati estratti 14 singoli (nessuno per il mercato italiano), undici 7" e tre maxi 12", distribuiti nel 1981 (se non indicato diversamente) e qui sotto riportati con i relativi paesi di produzione:
- Mamma dammi 100 lire (Mama dame 100 pesetas)/Caliente caliente Portogallo (tre codici diversi)
- Mamma dammi 100 lire (Mama dame 100 pesetas)/Bambina, si, si (No, no vamos al mar) Belgio
- Mamma dammi 100 lire/Bambina, si, si Francia
- Mama dame 100 pesetas/Super rumbas Spagna
- Mama dame 100 pesetas/Amore amore Paesi Bassi
- Mama dame 100 pesitos/Super rumbas Messico
- Caliente caliente/Adios amigo Spagna
- Caliente caliente/Adios amigo/Super rumbas Spagna (maxi single 12")
- Adiós amigo/México eres tú Messico (maxi single 12")
- Adiós amigo/Caliente caliente/Super rumbas Messico (maxi single 12")
- Mama dame 100 pesitos/Por tu amor Perù
- Mama dame 100 pesitos/Por tu amor Argentina (1982)
- Amore amore/Mama dame 100 pesitos Stati Uniti (1982)
- Caliente caliente/Amore amore Colombia (1982).

## Edizione originale
Hispavox S 90.402 - 1981 e ristampato nel 1983 Hispavox S 130054 in Spagna.

Edizioni musicali Hispavox.
Lato A
1. Mamá dame 100 pesetas – 2:53 (testo: Ignacio Ballesteros, Luis Gómez Escolar – musica: Danilo Vaona)
2. Amore amore – 2:35 (testo: Ignacio Ballesteros – musica: Danilo Vaona)
3. Quiero cantar una canción – 3:30 (testo: Ignacio Ballesteros, Luis Gómez Escolar – musica: Danilo Vaona, Vincenzo Giuffrè)
4. Oh Maria – 3:18 (testo: Luis Gómez Escolar – musica: Danilo Vaona, Vincenzo Giuffrè)
5. Dame la libertad – 3:26 (testo: Luis Gómez Escolar – musica: Danilo Vaona)

Lato B
1. Caliente caliente – 2:35 (Juan Carlos Calderon)
2. Adiós amigo – 2:50 (Luis Gómez Escolar, Honorio Herrero)
3. Super Rumbas (medley) – 3:34 (AA.VV.)
4. México eres tú – 3:02 (testo: Gianni Boncompagni, Ignacio Ballestreros – musica: Paolo Ormi)
5. Noches tropicales – 2:38 (testo: Gianni Boncompagni, Ignacio Ballestreros – musica: Paolo Ormi)
6. Por tu amor – 2:30 (testo: Gianni Boncompagni, Ignacio Ballestreros – musica: Paolo Ormi)

## Edizione in italiano
Hispavox S 90.402 - 1981, pubblicato in Grecia.
Lato A
Testi di Betibo, pseudonimo di Bettina Bosè.
1. Mamma dammi 100 Lire
2. Amore amore
3. Una canzon d'amor
4. Oh Maria
5. Dammi la libertà

Lato B
Testi di Cristiano Minellono (tranne tracce 3 e 5).
1. Caliente caliente
2. Adiós amigo
3. Super Rumbas (medley, in spagnolo)
4. México eres tú
5. Noches tropicales (in spagnolo)

Durata totale: 30:21